# Кутлубицкий, Николай Осипович
Николай Осипович Кутлубицкий (Котлубицкий; 2 декабря 1775 — 15 [27] июля 1849) — генерал-лейтенант Русской императорской армии, генерал-адъютант императора Павла Первого, комендант Михайловского замка.

## Биография
Информации о детстве Кутлубицкого практически не сохранилось. Родился в 1775 году, происходил из дворян, сын канцелярского чиновника в ведомстве графа Петра Александровича Румянцева. 
В 1792 году Кутлубицкий окончил Артиллерийский и инженерный кадетский корпус и произведён в поручики в морской батальон. В 1793 году переведён в артиллерийскую команду Собственных Его Высочества Гатчинских войск, которую для великого князя Павла Петровича формировал А. А. Аракчеев. Состоял адъютантом при Аракчееве, а вскоре и при цесаревиче Павле Петровиче. В 1795 году произведён в штабс-капитаны.
Кутлубицкий заслужил большое расположение и доверие цесаревича Павла Петровича, был одним из его любимейших и приближенных адъютантов и не раз исполнял особые поручения.
После воцарения Павла I майор Кутлубицкий 7 ноября 1796 года был произведён в подполковники, пожалован во флигель-адъютанты и переведён в Лейб-гвардии Артиллерийский батальон. 1 января 1797 года назначен генерал-адъютантом императора с производством в генерал-майоры. 5 апреля 1797 года награждён орденом Святой Анны 1-й степени. 14 ноября 1797 года назначен инспектировать войска и крепости Днестровской дивизии. 24 июня 1798 года произведён в генерал-лейтенанты, с отчислением от должности генерал-адъютанта и с зачислением в Свиту Его Императорского Величества, а 8 декабря 1799 года вновь определён в Свиту Его Императорского Величества. 
12 ноября 1800 года Кутлубицкий назначен комендантом Михайловского замка — новой резиденции императора Павла I. Вечером 11 марта 1801 года, перед осуществлением заговора, жертвой которого пал император Павел, генерал-адъютант Кутлубицкий был арестован по приказанию генерал-губернатора графа П. А. Палена, но уже на другой день был выпущен на свободу.
18 августа 1801 года Кутлубицкий «для исправления расстроенных домашних его обстоятельств» был уволен в отпуск на год, а 4 сентября 1802 года по прошению вышел в отставку «с ношением мундира» и удалился в подаренную ему Павлом I деревню Костянку в Нижегородской губернии. 7 ноября 1807 года награждён орденом Святого Владимира 3-й степени.
В 1812 году был одним из кандидатов на должность Нижегородским ополчением, но не набрал нужного числа голосов.
Николай Осипович Кутлубицкий скончался 15 июля 1849 года на хуторе Никольском, около города Городня Черниговской губернии.
Воспоминания Кутлубицкого, ценные для истории императора Павла, записанные А. И. Ханенко, были напечатаны в «Русском архиве».

## Награды
- Орден Святой Анны 1-й степени (5 апреля 1797)
- Орден Святого Иоанна Иерусалимского командорский крест (2 августа 1800)
- Орден Святого Владимира 3-й степени (7 ноября 1807)

## Семья
В августе 1799 года Кутлубицкий женился на Евдокии (Авдотье) Савельевне Ваксель (19 февраля 1777 — 30 декабря 1840), родной сестре учёного Льва Савельевича Вакселя и родной племяннице генерал-майора А. И. Корсакова, директора Артиллерийского и инженерного кадетского корпуса.
Как явствует из писем Авдотьи Савельевны Ваксель к Кутлубицкому, бывшему тогда её женихом, летом 1799 года А. А. Аракчеев пытался «приударить» за девушкой: «Были мы у дядюшки Алексея Ивановича, и там видела я, наконец, графа, который пребольшие мне делал комплименты за время обеда и говорил, что как ты ему всегда за друга считался, то он надеется о милостивом моем и к нему расположении. Какой он гадкий и гнусный! Какая мерзкая у него рожа! Он мне очень не понравился». А. С. Ваксель, вопреки желанию матери, ответила на сватовство Аракчеева решительным отказом.

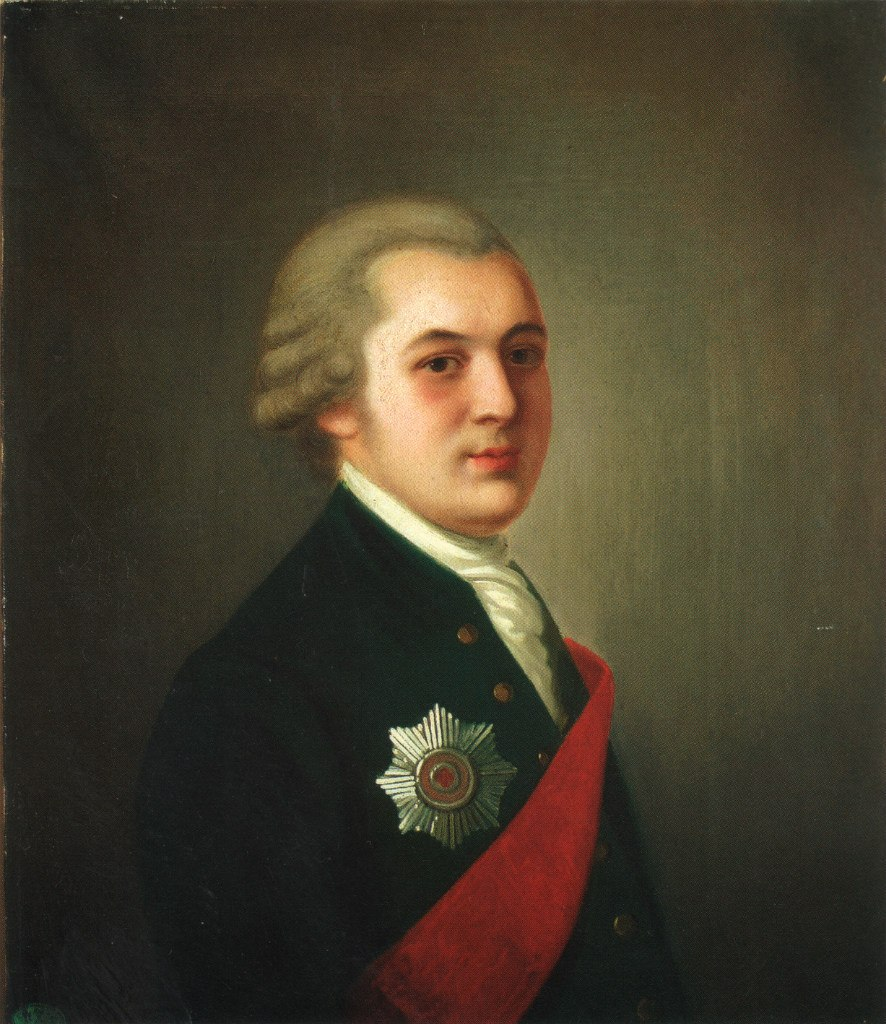
Портрет Н. О. Кутлубицкого работы неизвестного художника, 1-я часть 19 в.
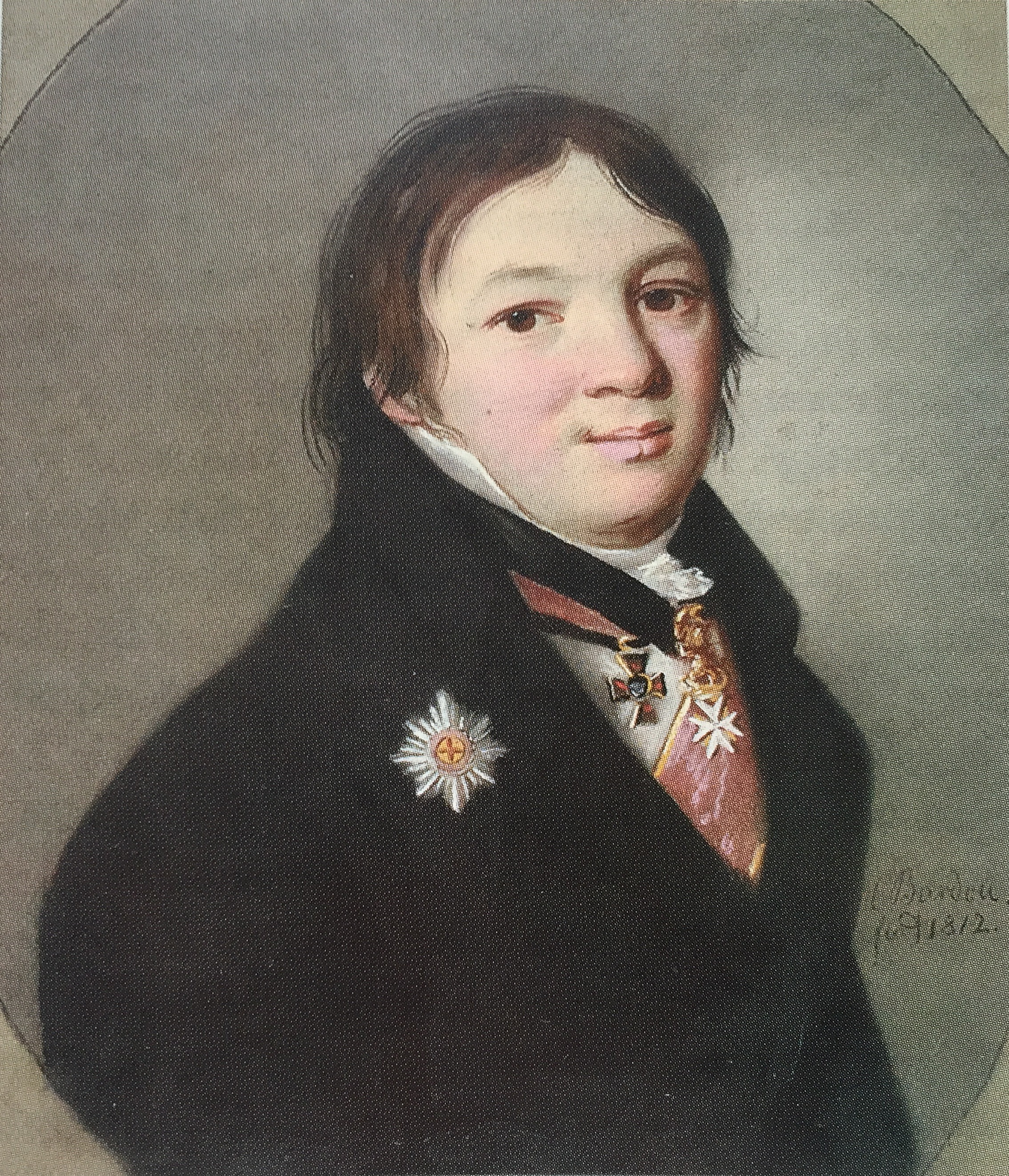
Портрет Н. О. Кутлубицкого работы К. В. Барду, 1812 г.
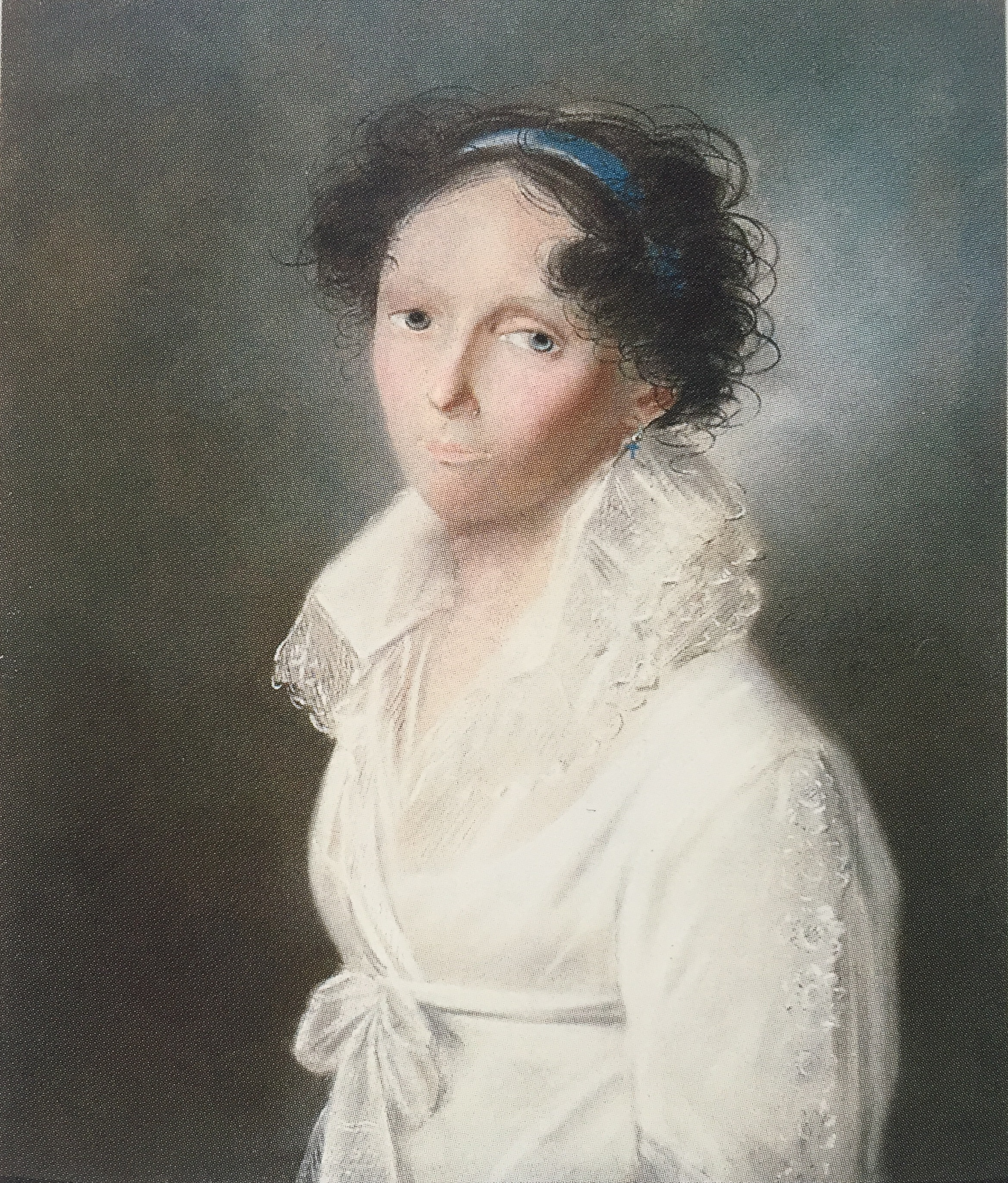
Портрет А. С. Кутлубицкой работы К. В. Барду, 1815 г.